# Inaricho (metrostation)
Inarichō (稲荷町駅, Inarichō-eki) is een metrostation in de speciale wijk Taito in Tokio.
Het station ligt aan de Ginza-lijn, onderdeel van de Tokyo Metro.